# Біккінін Ренат Айсович
Ренат Айсович Біккінін (рос. Биккинин Ренат Айсович, тат. Ренат Айсә улы Биккинин; нар. 9 березня 1979, Саранськ, Мордовія) — російський борець греко-римського стилю татарського походження, чемпіон Європи, переможець Кубку світу. Заслужений майстер спорту Росії (2011).

## Біографія
Народився в 1979 році в Саранську в сім'ї робітників. Серйозно захоплювався футболом. В 11 років за прикладом товариша почав займатися греко-римською боротьбою. Рік тренувався у Костянтина (Казима) Ахметовича Нарбекова, потім кинув боротьбу. Вдруге почав займатися греко-римською боротьбою у 15 років. Під керівництвом тренера Віктора Пилиповича Зотова Ренат виграв кілька всеросійських змагань серед молоді. У 2000 став срібним призером чемпіонату світу серед студентів, а в 2001 році отримав виклик до збірної Росії на участь в Кубку світу, який проходив у Франції, з якого повернувся із золотою медаллю. У 2002 році став чемпіоном Росії, а згодом і Європи. У 2003 році він був призером чемпіонату Росії. Виступав за Російську Армію, Самара і СК «Вітязь», Подольськ, Московська область.
Випускник Мордовського державного університету.

## Виступи на Чемпіонатах Європи
| Змагання                         | Збірна | Вагова категорія | Місце  |
| -------------------------------- | ------ | ---------------- | ------ |
| Чемпіонат Європи з боротьби 2002 | Росія  | 55 кг            | Золото |

## Виступи на Кубках світу
| Змагання                    | Збірна | Вагова категорія | Місце  |
| --------------------------- | ------ | ---------------- | ------ |
| Кубок світу з боротьби 2001 | Росія  | 54 кг            | Золото |

## Виступи на інших змаганнях
| Змагання                                 | Збірна | Вагова категорія | Місце  |
| ---------------------------------------- | ------ | ---------------- | ------ |
| Чемпіонат світу серед студентів 2000     | Росія  | 54 кг            | Срібло |
| Гран-прі Німеччини з боротьби 2003       | Росія  | 55 кг            | 8      |
| Олімпійський кваліфікаційний турнір 2004 | Росія  | 55 кг            | 16     |
| Гран-прі Німеччини з боротьби 2004       | Росія  | 55 кг            | Бронза |